# Arantxa Tirado
Aránzazu «Arantxa» Tirado Sánchez (Barcelona, 1978) es una politóloga española, especializada en América Latina.
Nacida en Barcelona, estudió Ciencias Políticas en la Universidad Autónoma de Barcelona (UAB), doctorándose en la misma en relaciones internacionales y por la Universidad Nacional Autónoma de México (UNAM) en relaciones internacionales latinoamericanos    con la tesis dirigida por Nora Sainz Gsell acerca de la política exterior de Venezuela bajo el mandato gubernamental de Hugo Chávez.
Residió doce años en México con estancias de investigación en Cuba y Venezuela. Es coautora con Ricardo Romero Laullón, Nega, de La clase obrera no va al paraíso: Crónica de una de desaparición forzada (Akal, 2016) y de un capítulo en la obra colectiva La clase trabajadora. ¿Sujeto de cambio en el siglo XX? (2018). En la actualidad es profesora asociada en la Universidad Autónoma de Barcelona, investigadora de la Comunidad de Estados Latinoamericanos y Caribeños y colaboradora del programa radiofónico Julia en la onda de Onda Cero.
En 2021 publicó el libro El lawfare. Golpes de Estado en nombre de la ley que abarca los orígenes del Lawfare en los sucesivos golpes de Estado de EE. UU. en América Latina durante el siglo XX, conocidos como Operación Cóndor. Tirado en una entrevista en CTXT afirma que «la derecha política y el poder económico, que es el que realmente manda, prescinde de la forma política de la democracia liberal siempre que lo considere preciso».

## Obras

### Autora
- Tirado, Arantxa (2019). Venezuela: más allá de mentiras y mitos. Madrid: Akal.[3]
- Tirado, Arantxa (2021). El lawfare. Golpes de Estado en nombre de la ley. Madrid: Akal.

### Coautora
- Romero Laullón, Ricardo (2017). La clase obrera no va al paraíso. Crónica de una desaparición forzada. Madrid: Akal.[6]